# Janet Ursula Southiel
Janet Ursula Southiel (o.1488. – 1561.), poznatija kao Majka Shipton bila je engleska proročica i vještica.

## Legenda
Priča o njenom rođenju sadrži mitološke elemente tipične za vjerovanja o vješticama u to vrijeme. Navodno je njena majka Agatha ostala u drugom stanju s nekim natprirodnim stvorenjem i rodila dijete obdareno natprirodnim moćima. Legenda dalje kaže da je dijete rođeno za olujne noći te da se odmah po rođenju počelo smijati, na što je oluja odmah prestala.

## Životopis
Janet je rođena kao vrlo ružno i deformirano dijete, no prema kazivanju bila je jako inteligentna.
Njena majka se po njenom rođenju povukla u samostan, ostavljajući kćer na brigu dadilji. Godine 1512. Janet se udala za Tobiasa Shiptona i odselila u selo Shipton u blizini Yorka. Uskoro se pročulo za njena proročanstva, koja je kasnije zabilježila njena susjeda, a objavio ih je 1646. godine engleski astrolog William Lilly pod naslovom Collections of Prophecies.